# (32737) 1978 UZ6
1978 UZ6 (asteroide 32737) é um asteroide da cintura principal. Possui uma excentricidade de 0.21909290 e uma inclinação de 10.43217º.
Este asteroide foi descoberto no dia 27 de outubro de 1978 por C. Michelle Olmstead em Palomar.